# Liceo ginnasio statale Jacopo Sannazaro
Il liceo classico "Jacopo Sannazaro" è uno storico liceo classico di Napoli, situato in via Puccini, a ridosso della funicolare centrale, nel cuore del quartiere Vomero, che prende il nome da Jacopo Sannazaro (Napoli, 1456-1530), poeta e umanista napoletano.

## Storia
Il liceo nacque nel 1919 come sezione staccata del liceo "Vittorio Emanuele", con il nome provvisorio di regio liceo ginnasio del Vomero e con sede in via Morghen.
L'anno successivo prese la sua attuale denominazione e il 28 ottobre del 1938 ci fu l'inaugurazione del Liceo nell'attuale sede, che cominciò a funzionare nell'anno scolastico 1938-1939
La storia del "Sannazaro" si intreccia con quella della seconda guerra mondiale. Durante le Quattro giornate di Napoli, nel 1943, esso divenne luogo di incontro e di coordinamento della Resistenza, attorno alle figure di Antonino Tarsia, professore che vi costituì il comando dei partigiani il 27 settembre 1943, e Adolfo Pansini, studente ventenne. È nella palestra di questo stesso liceo che i corpi dei caduti delle Quattro giornate furono trasportati per la commemorazione, durante la quale il padre di Adolfo Pansini, Eduardo, pronunciò un'orazione funebre in memoria del figlio, caduto nei combattimenti, nella quale invitava a continuare la lotta contro gli occupanti. Oggi una lapide sulla facciata del liceo ricorda i nomi dei giovani partigiani uccisi.

## Struttura
Il liceo "Sannazaro" è dotato di un laboratorio di storia e centro di produzione video, oltre ad una biblioteca. Vi sono, infine, un cortile interno e due palestre sotterranee.